# 肯德爾岩
肯德爾岩（英語：Kendall Rocks）是南極洲的岩石，位於陶爾島以北6公里，屬於帕默群島的一部分，在1838年由儒勒·迪蒙·迪維爾發現，現時由南極條約體系管理。